# Matrix Fitness Pro Cycling
Matrix Fitness Pro Cycling (código UCI: MAT) é uma equipe britânica feminina de ciclismo profissional, a qual compete tanto em provas de estrada quanto em provas de pista. Foi fundada em 2009 e tem como patrocinadores Matrix Fitness, Milltag e Vulpine.

## Nomes anteriores
- 2012 – Matrix Fitness-Prendas
- 2013 – Matrix Fitness Racing Academy
- 2014 – Matrix Fitness-Vulpine